# هیپرگرانولوز
هیپرگرانولوز (انگلیسی: Hypergranulosis) به افزایش ضخامت لایه گرانولوزوم پوست است. هیپرگرانولوز در بیماری‌های پوستی با هیپرپلازی اپیدرم و هیپرکراتوز اُرتوکراتوزی دیده می‌شود.